# Алтайские беркуты
«Алтайские беркуты» — бывшая молодёжная хоккейная команда из города Барнаул, Алтайский край. Основана в 2011 году под названием «Алтай-Юниор». Расформирована в 2015 году. Выступала в Первенстве МХЛ. Являлась фарм-клубом команды «Алтай» (Барнаул), игравшей в Первенстве ВХЛ.

## История
Летом 2011 года стало известно о том, что в структуре клуба «Алтай» создаётся команда «Алтай-Юниор» для выступлений в Первенстве МХЛ.
15 сентября 2011 года ХК «Алтай-Юниор» был принят в состав участников Первенства МХЛ. Главным тренером команды был назначен экс-капитан хоккейного клуба «Алтай» Евгений Чернов.
26 сентября 2011 года в своём первом в истории матче МХЛ на выезде хоккеисты из Барнаула встретились с командой «Красноярские Рыси». Матч состоялся в Ачинске. «Алтай-Юниор» уступил своему сопернику со счетом 0:5.
По итогам регулярного чемпионата команда заняла в дивизионе «Восток» третье место. По окончании первого сезона МХЛ-Б молодёжка «Алтая» заняла общее 11 место в лиге. Команда в 1/8 финала проиграла «Красноярским рысям» со счетом 2:3. Лучшим бомбардиром команды стал нападающий Алексей Хлебников (32 игры, 14 голов + 17 передач).
24 июля 2012 года клуб был переименован в «Алтайские беркуты». Главным тренером команды назначен Александр Климов, который работал с командой вплоть до её расформирования в 2015 году.
20 сентября 2012 года команда с обновленным названием выиграла свой первый официальный матч в первом туре Первенства МХЛ 2:1 у «Ястребов». По итогам регулярного чемпионата в дивизионе «Урал-Сибирь» сезона 2012/13 «Алтайские Беркуты» заняли 5 место и не попали в плей-офф. В итоговой таблице лиги команда заняла 17 место. Лучшим бомбардиром команды стал нападающий Александр Макаров (42 игры, 13 голов + 23 передачи).
Сезон 2013/14 команда играла в Восточной конференции и по итогу регулярного чемпионата заняла 4 место. В плей-офф барнаульцы играли с «Батыром» из Нефтекамска и уступили 0:3 в серии. Лучшим бомбардиром команды в регулярном чемпионате стал нападающий Виталий Тузов (33 игры, 16 голов + 14 передач), в плей-офф — Евгений Белокрылов (3 игры, 1+3) и Даниил Маслюков (3 игры, 0+4).
В сезоне 2014/15 команда заняла 5 место в регулярном чемпионате в Восточной конференции. В плей-офф барнаульцы играли с «Юниор-Спутником» из Нижнего Тагила и уступили 1:3 в серии. Лучшим бомбардиром команды стал нападающий Никита Меренков (в регулярном чемпионате: 48 игр, 32 гола + 33 передачи, в плей-офф: 4 игры, 2+3).

## Статистика выступлений
И — количество игр, В — выиграно, ВО — выиграно в добавленное время, ВБ — выиграно в серии буллитов, Н — ничьи, ПО— проиграно в добавленное время, ПБ — проиграно в серии буллитов, П — проиграно, ШЗ — заброшено шайб, ШП — пропущено шайб, РШ — разница между забитыми и пропущенными шайбами, О — очки.
| «Алтай-Юниор»       |       |    |    |    |    |    |    |    |     |     |     |    |                                         |              |                              |
| Сезон               | Место | И  | В  | ВО | ВБ | ПО | ПБ | П  | ШЗ  | ШП  | РШ  | О  | Турнир                                  | Тренер       | Итоги соревнований           |
| 2011/12             | 3     | 32 | 13 | 2  | 3  | 0  | 2  | 18 | 105 | 119 | -14 | 51 | Первенство МХЛ. Дивизион «Восток»       | Чернов Е. В. | Поражение в 1/8 финала       |
| 2011/12             | -     | 5  | 2  | 0  | 0  | 0  | 1  | 2  | 22  | 18  | +4  | -  | Первенство МХЛ. Плей-офф.               | Чернов Е. В. | Поражение в 1/8 финала       |
| «Алтайские Беркуты» |       |    |    |    |    |    |    |    |     |     |     |    |                                         |              |                              |
| Сезон               | Место | И  | В  | ВО | ВБ | ПО | ПБ | П  | ШЗ  | ШП  | РШ  | О  | Турнир                                  | Тренер       | Итоги соревнований           |
| 2012/13             | 5     | 42 | 20 | 1  | 1  | 3  | 0  | 17 | 125 | 111 | +14 | 67 | Первенство МХЛ. Дивизион «Урал-Сибирь». | Климов А. Ю. | Команда не попала в плей-офф |
| 2013/14             | 4     | 38 | 22 | 1  | 4  | 2  | 0  | 9  | 130 | 93  | +37 | 78 | Первенство МХЛ. Дивизион «Восток».      | Климов А. Ю. | Поражение в 1/8 финала       |
| 2013/14             | -     | 3  | 0  | 0  | 0  | 0  | 1  | 2  | 8   | 12  | -4  | -  | Первенство МХЛ. Плей-офф.               | Климов А. Ю. | Поражение в 1/8 финала       |
| 2014/15             | 5     | 52 | 26 | 3  | 3  | 1  | 1  | 18 | 201 | 174 | +27 | 92 | Первенство МХЛ. Дивизион «Восток».      | Климов А. Ю. | Поражение в 1/8 финала       |
| 2014/15             | -     | 4  | 1  | 0  | 0  | 0  | 0  | 3  | 13  | 17  | -4  | -  | Первенство МХЛ. Плей-офф.               | Климов А. Ю. | Поражение в 1/8 финала       |

## Известные игроки
Самым известным игроком на 5 апреля 2022 года является нападающий «Барыса» Егор Петухов.